# Siphocampylus aureus
Siphocampylus aureus là loài thực vật có hoa trong họ Hoa chuông. Loài này được Rusby miêu tả khoa học đầu tiên năm 1896.